# 播磨稻日大郎姬
播磨稻日大郎姬（はりまのいなびのおおいらつめ，？- 景行天皇52年5月4日〔122年6月25日〕）在日本古籍《古事記》、《日本書紀》、《播磨國風土記》中记载为景行天皇皇后，又稱作针间之伊那毗能大郎女、印南別孃。
《古事记》记作“针间之伊那毗能大郎女”、“伊那毗能大郎女”，是孝灵天皇的后代，生有栉角別王、大碓命、小碓命、倭根子命、神栉王等子女。与妹妹伊那毗能若郎女同为景行天皇的后宫。
《日本书纪》则记载其名为“播磨稻日大郎姬”，景行天皇2年（72年）3月3日立后。生有大碓皇子、小碓尊（倭建命），稚倭根子皇子也有可能是其子。景行天皇52年（122年）去世。
《播磨国风土记》的“贺古郡·印南郡”条收录，称为“印南別孃”。
| 前任： 日叶酢媛命 | 日本皇后 约72年—约122年 | 繼任： 神功皇后 |